# Bouriège
Bouriège is een gemeente in het Franse departement Aude (regio Occitanie) en telt 147 inwoners (2004). De plaats maakt deel uit van het arrondissement Limoux.

## Geografie
De oppervlakte van Bouriège bedraagt 10,5 km², de bevolkingsdichtheid is 14,0 inwoners per km².
De onderstaande kaart toont de ligging van Bouriège met de belangrijkste infrastructuur en aangrenzende gemeenten.

## Demografie
Onderstaande figuur toont het verloop van het inwonertal (bron: INSEE-tellingen).

Vanwege een beveiligingsprobleem met de MediaWiki Graph-software is het momenteel niet mogelijk deze grafiek weer te geven. Zodra de software is bijgewerkt zal de grafiek vanzelf weer zichtbaar worden.